# Mohammed El Ayachi
Mohammed El Ayachi (en arabe : محمد العياشي), est un footballeur international marocain qui évoluait au poste de gardien de but.

## Biographie
Mohammed El Ayachi fait partie de la première sélection nationale du Maroc, lors des Jeux panarabes de 1957 sous la houlette de Larbi Benbarek.
Il participe à la finale malheureuse de la Coupe du Maroc 1959-1960, perdue par le FUS 1 but à 0 face au Mouloudia Club d'Oujda, le 24 avril 1960 au Stade d'honneur à Casablanca.

## Palmarès
- Finaliste de la Coupe du Trône en 1960 avec le FUS de Rabat.